# آيت اوشن (ايخدوتن)
آيت اوشن هو دُوَّار يقع بجماعة بوزمور، إقليم الصويرة، جهة مراكش آسفي في المملكة المغربية. ينتمي الدوّار لمشيخة ايخدوتن التي تضم 10 دواوير. يقدر عدد سكانه بـ 223 نسمة حسب الإحصاء الرسمي للسكان والسكنى لسنة 2004.

## وصلات خارجية
- البوابة الوطنية للجماعات الترابية
- المندوبية السامية للتخطيط